# Avdel
Avdel ist ein weltweit tätiges Unternehmen, das Blindnietsysteme und dazugehörige Verarbeitungsgeräte produziert.

## Geschichte
Der Markenname Avdel reicht über 75 Jahre zurück. Er entstand aus „Aviation Developments“, dem ursprünglichen Firmennamen bei der Gründung 1936, als mit der Produktion der spezifischen Produktreihe der Magazin-Blindniete für die aufkeimende Luftfahrtindustrie begonnen wurde. In den 50er Jahren konzentrierte sich die Firma darauf, neue wertschöpfende Montagesysteme anzubieten. Dieser „System“-Gedanke schaffte eine größere Optimierung und bot den Kunden eine einzige Bezugsquelle für zuverlässige Verbindungselemente und Verarbeitungsgeräte. 
1961 wurde die Firma in „Avdel“ umbenannt und durch das bedeutsame Wachstum der nächsten zwei Jahrzehnte wurde sie einer der weltgrößten Hersteller von Blindnieten und Verarbeitungsgeräten. Durch neue Standorte in Europa, den USA und der Region Asien-Pazifik wurde die weltweite Expansion der Avdel-Gruppe in den 60er, 70er und 80er Jahren weiter vorangetrieben. Gleichzeitig wurde ein Netzwerk von autorisierten Händlern und Konzessionären in mehr als vierzig Ländern aufgebaut.
1988 versuchte Banner Industries im Zuge einer feindlichen Übernahme Avdel zu übernehmen. Als das Management von Avdel nach einem Weißen Ritter suchte, trat Textron auf den Plan. Im Mai 1989 wurde die Gruppe schließlich von Textron gekauft und in „Avdel Textron“ umbenannt. Die Gruppe wurde in die Textron Fastening Systems integriert, einem Zusammenschluss der Verbindungstechnikfirmen im Besitz von Textron. 2006 wurde Textron Fastening Systems an Platinum Equity verkauft, in Acument Global Technologies umbenannt und in mehrere markt- und regionsausgerichtete Einheiten strukturiert. Innerhalb dieser Gruppe von Firmen wurde die Avdel Organisation als eigenständige Einheit wieder eingeführt – mit größerer Autonomie in allen Geschäftstätigkeiten, Investments und Strategien.
2010 wurden die Acument Global Technologies Geschäftseinheiten Avdel und Global Electronics & Commercial (“GEC”) durch Fonds beraten durch CVC Asia Pacific Limited (CVC) und Standard Chartered Private Equity Limited (SCPEL) gekauft. Wodurch sich beide Unternehmen unter dem Dach des daraus neu entstandenen Unternehmens mit dem Namen Infastech (Innovative Fastening Technologies) mit Hauptsitz in Singapur befanden. 2013 wurde Infastech von Stanley Black & Decker übernommen.

## Produkte
- Magazin-Blindniete (z. B. Chobert, Briv, Rivscrew)
- Dornbruch-Blindniete (z. B. Avex, Avibulb, Monobolt, Hemlok)
- Schließringbolzen (z. B. Avdelok, Maxlok, Avbolt)
- Blindnietmuttern (z. B. Nutsert, Hexsert, High Strength Hexsert, Eurosert)
- Stanznietsysteme (Fastriv)
- Nietgeräte (z. B. Genesis)
- Montagestationen (z. B. Autosert, Avimat)

## Niederlassungen
- Hauptsitz: Welwyn Garden City (England)
- Produktionsstätten: Warrington (England), Stanfield (USA)
- Vertriebszentren: Deutschland, England, Frankreich, Italien, Spanien, USA und Kanada